# Leucas lamiifolia
Leucas lamiifolia là một loài thực vật có hoa trong họ Hoa môi. Loài này được Desf. mô tả khoa học đầu tiên năm 1824.